# Scaptesyle mirabilis
Scaptesyle mirabilis là một loài bướm đêm thuộc phân họ Arctiinae, họ Erebidae.